# Place de la Monnaie (Bruges)
Pour les articles homonymes, voir Place de la Monnaie.
La Place de la monnaie (Muntplein en flamand) est une place de Bruges, en Belgique.

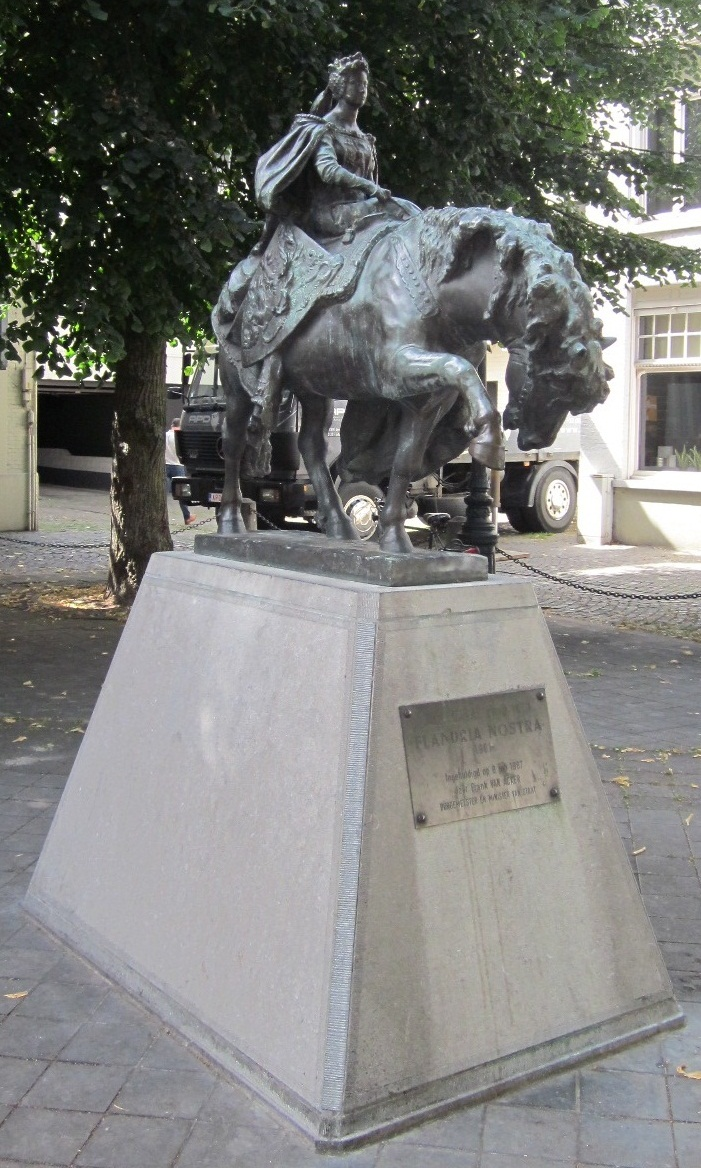
Portrait de Marie de Bourgogne (Flandria Nostra), au centre de la Place de la Monnaie à Bruges, sculpture en bronze par Jules Lagae.